# Walter Thurnherr

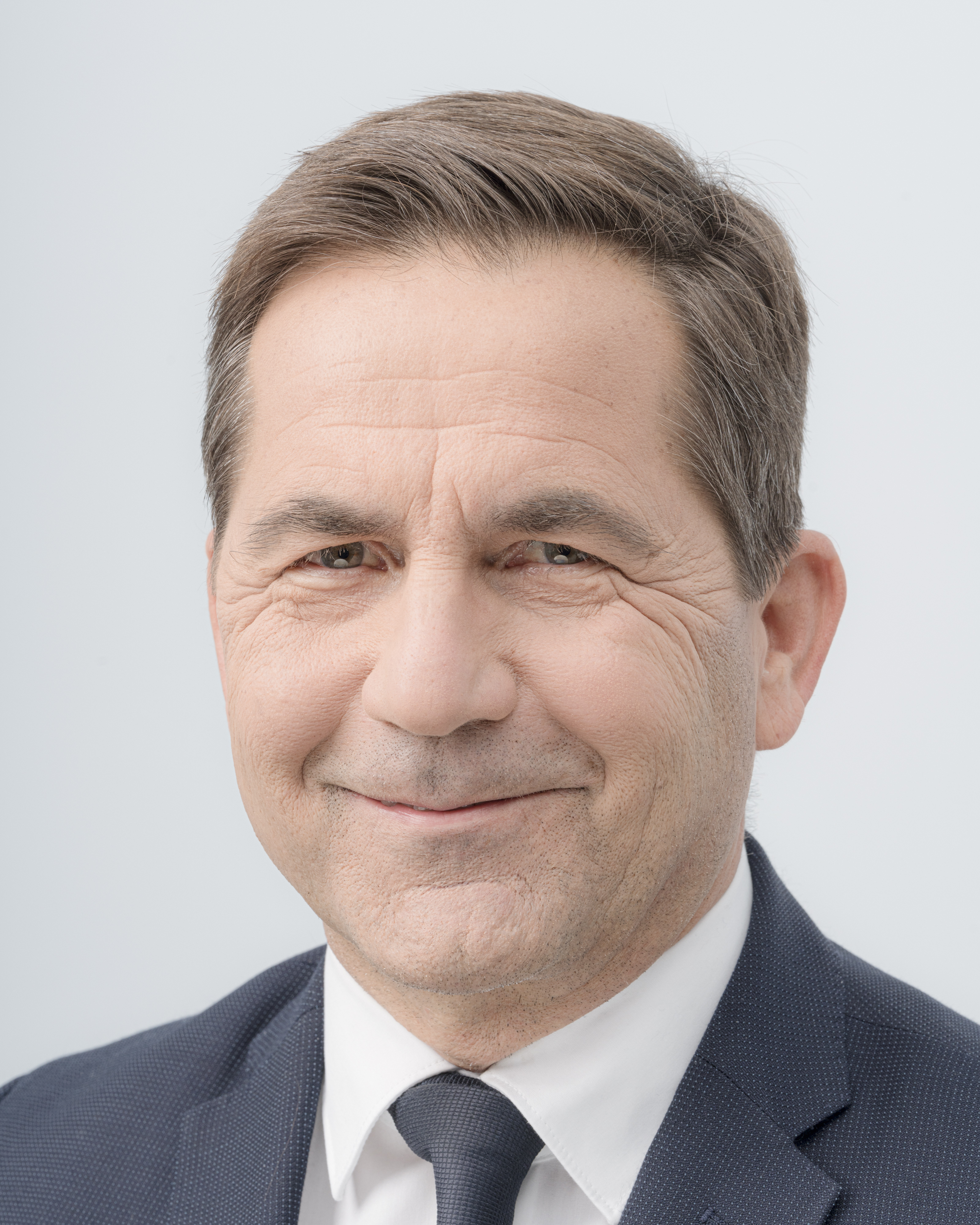
Walter Thurnherr (offizielles Porträt für das Jahr 2023)

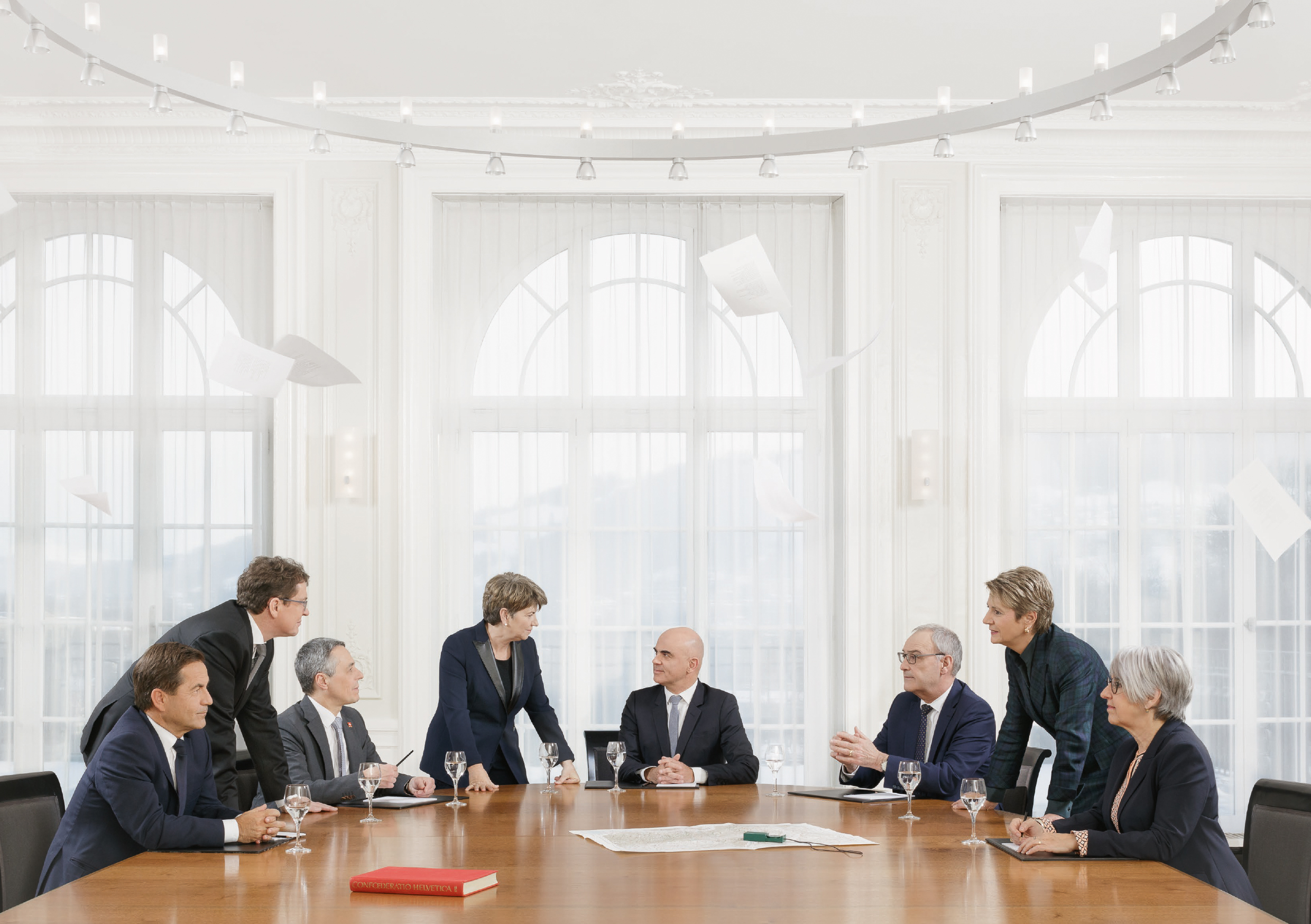
Walter Thurnherr (ganz links) auf dem offiziellen Bundesratsfoto 2023

Walter Thurnherr (* 11. Juli 1963 in Muri, Kanton Aargau; heimatberechtigt in Diepoldsau) ist ein Schweizer Diplomat und leitender Beamter. Das Mitglied der Mitte (ehemals CVP) trat am 1. Januar 2016 für zwei Amtszeiten bis 2023 das Amt des Bundeskanzlers der Schweizerischen Eidgenossenschaft an.

## Biografie
Thurnherr wuchs in Wohlen im Kanton Aargau auf und absolvierte die Kantonsschule in Aarau, die er 1982 mit der Maturität verliess. Von 1983 bis 1987 studierte er Theoretische Physik an der ETH Zürich. Von 1987 bis 1989 war er am Mathematischen Seminar und am Physiologischen Institut der Universität Bern tätig.
1989 trat er in den diplomatischen Dienst ein, zunächst als Attaché der schweizerischen Botschaft in Moskau. Von 1991 bis 1995 war er Mitarbeiter im Politischen Sekretariat des Eidgenössischen Departements für auswärtige Angelegenheiten (EDA), von 1995 bis 1997 Gesandter an der Botschaft in Moskau. Parallel dazu war er von 1995 bis 1997 Vertreter der Schweiz in der Minsk-Gruppe und von 1993 bis 1997 Assistent des Abgesandten des UN-Generalsekretärs für Georgien.
Thurnherr war von 1997 bis 1999 persönlicher Mitarbeiter von Bundesrat Flavio Cotti. Er stieg 2000 zum Chef der damaligen Politischen Abteilung VI des EDA auf, die für alle Krisen und Konsularschutzfälle im Ausland zuständig war. Ab 2002 war er ein Jahr lang Generalsekretär des EDA, ehe er 2003 ins Eidgenössische Volkswirtschaftsdepartement (EVD) wechselte und dort die gleiche Funktion ausübte. Ebenfalls Generalsekretär war er ab 2011 im Eidgenössischen Departement für Umwelt, Verkehr, Energie und Kommunikation (UVEK).
Am 9. Dezember 2015 wurde er von der Bundesversammlung mit 230 Stimmen zum Bundeskanzler gewählt und trat somit die Nachfolge von Corina Casanova an. Bei der Wahl 2019 wurde er mit 219 Stimmen im Amt des Bundeskanzlers bestätigt. Am 16. August 2023 gab er bekannt, bei der Wahl 2023 nicht für eine weitere Amtszeit zu kandidieren.
Am 23. Mai 2024 gab der ETH-Rat bekannt, dass Walter Thurnherr zum Professor of Practice an der ETH Zürich ernannt wurde. An der ETH Zürich will sich Thurnherr insbesondere für den Dialog zwischen Wissenschaft und Politik einsetzen.
Thurnherr ist verheiratet, hat zwei Kinder und wohnt in Sigriswil.